# Jag är en sån som bara vill ligga med dej
Jag är en sån som bara vill ligga med dej är en bok skriven av Fredrik Lindström, utgiven 2005 på förlaget Wahlström & Widstrand.